# Liste der Kulturdenkmale in Freiberg-Nord
In der Liste der Kulturdenkmale in Freiberg-Nord sind die Kulturdenkmale des Freiberger Stadtteils Freiberg-Nord verzeichnet, die bis November 2022 vom Landesamt für Denkmalpflege Sachsen erfasst wurden (ohne archäologische Kulturdenkmale). Die Anmerkungen sind zu beachten.
Diese Aufzählung ist eine Teilmenge der Liste der Kulturdenkmale in Freiberg.

## Freiberg-Nord
| Bild                                    | Bezeichnung | Lage                                   | Datierung                                         | Beschreibung | ID       |
| --------------------------------------- | --- | -------------------------------------- | ------------------------------------------------- | --- | -------- |
|                                         | Südlicher und östlicher Gebäudeflügel des Instituts- und Akademiegebäudes (ehemaliges Staatliches Braunkohlen-Forschungsinstitut Trinks und Co.; Bergakademie, Karl-Kegel-Bau) | Agricolastraße 1, 3 (Karte)            | 1921–1924; 1926–1927                              | Gemeinsam mit Gebäudeflügel Leipziger Straße 28 (Erich-Rammler-Bau, siehe auch dort) über annähernd U-förmigem Grundriss, repräsentative Anlage mit traditioneller Fassadengestaltung und dominierendem Rundbau, baugeschichtlich, ortsgeschichtlich, städtebaulich und wissenschaftsgeschichtlich bedeutend, erbaut 1924 als Braunkohlenforschungsinstitut | 09200757 |
|                                         | Wohnhauszeile in offener Bebauung | Agricolastraße 5, 7, 9, 11, 13 (Karte) | 1924                                              | Reihenhausartig errichteter Wohnblock mit traditionellen Gestaltungselementen wie rechteckigem Baukörper, Walmdach, Lochfassade, Klappläden und steinsichtigem Sockel, als Zeugnis der Architektur um 1920 baugeschichtlich bedeutend, erbaut als Beamtenwohnhaus des Braunkohlenforschungsinstituts | 09200763 |
|                                         | Institutsgebäude (Bergakademie, Institut für Silikattechnik) | Agricolastraße 17 (Karte)              | Ende 19. Jahrhundert                              | Historisierender Bau mit repräsentativ gestaltetem Eingang und rückwärtigem Saal, bau-, orts- und wissenschaftsgeschichtlich bedeutend | 09200764 |
|                                         | Wohnhaus | Agricolastraße 19 (Karte)              | Um 1890                                           | Villenartiger Bau mit historisierender Fassadengestaltung, baugeschichtlich bedeutend | 09200760 |
|                                         | Wohnhaus des ehemaligen Kanzleilehngutes | Agricolastraße 21 (Karte)              | 2. Hälfte 15. Jahrhundert                         | Gebäude besteht aus spätgotischem, turmartigem Kemenatenbau und im 18. Jahrhundert entstandenem Erweiterungsbau mit Fachwerkobergeschoss, baugeschichtlich, künstlerisch, stadtentwicklungsgeschichtlich und ortsgeschichtlich bedeutend sowie mit Seltenheitswert (Kemenate) | 09200761 |
|                                         | Wohn- und Wirtschaftsgebäude des ehemaligen Kanzleilehngutes | Bernhard-Kellermann-Straße 6 (Karte)   | 1704                                              | Breit gelagerter Putzbau mit Walmdach, Teil eines vorstädtischen Gutes, bau- und stadtentwicklungsgeschichtlich bedeutend | 09200778 |
|                                         | Wohnhaus in offener Bebauung | Bernhard-Kellermann-Straße 15 (Karte)  | Um 1870                                           | Original erhaltenes Vorstadthaus, eingeschossig und mit erhöhtem sowie übergiebelten Mitteltrakt, aufgrund seines authentischen Zustandes (vgl. mit den anderen gleichartig gestalteten Häusern der Straße) bau- und stadtentwicklungsgeschichtlich bedeutend | 09200779 |
|                                         | Schulgebäude (Johann-Heinrich-Pestalozzi-Schule, Kellermann-Schule) | Bernhard-Kellermann-Straße 20 (Karte)  | Um 1890                                           | Historisierender Bau mit Putzquaderung im Erdgeschoss, gestalterisch hervorgehobenen Fenstereinfassungen, kräftigem Etagenprofil usw., bau-, orts- und stadtentwicklungsgeschichtlich bedeutend | 09200780 |
|                                         | Institutsgebäude (Bergakademie, Institut für Geologie, Humboldtbau) | Bernhard-von-Cotta-Straße 2 (Karte)    | 1958                                              | Bau der späten fünfziger Jahre mit traditionalistischer Fassadengestaltung, bemerkenswert das gestalterisch hervorgehobene Treppenhaus, bau-, orts- und wissenschaftsgeschichtlich von Wert | 09201013 |
|                                         | Institutsgebäude (Bergakademie, Institut für Werkstoffwissenschaften) | Bernhard-von-Cotta-Straße 4 (Karte)    | Vor 1960                                          | Zeittypischer Bau aus dem Ende der fünfziger Jahre, mehrgeschossiger Bau über L-förmigem Grundriss mit traditionell gestalteter Fassade, der Eingang mittels Überdachung gestalterisch hervorgehoben, bemerkenswert auch das gestalterisch hervorgehobene Foyer, bau-, orts- und wissenschaftsgeschichtlich bedeutend | 09200001 |
|                                         | Einfriedung | Brauereistraße 1 (Karte)               | Um 1900                                           | Bestehend aus gemauertem Teil zur Straßenecke und schmiedeeisernen Zaunsfeldern entlang der Bernhard-Kellermann-Straße, markantes Beispiel mit künstlerischem Anspruch | 09200794 |
| Direkt Bild zu diesem Denkmal hochladen | Wohnhaus in offener Bebauung | Dr.-Külz-Straße 1 (Karte)              | 2. Viertel 19. Jahrhundert                        | Markantes Gebäude der Biedermeierzeit mit barock wirkendem Mansarddach und klassizistischen Fassadenelementen, bau- und stadtentwicklungsgeschichtlich bedeutend, zudem von Belang für Ortsbild | 09200068 |
|                                         | Wohnhaus | Dr.-Külz-Straße 4 (Karte)              | Um 1880                                           | Qualitätvoller Historismusbau mit spätklassizistischer Fassadengestaltung, nobler Charakter durch feine Putzgliederung und dezenten Bauschmuck (Akroterien über Fensteröffnungen im Obergeschoss), bau- und stadtentwicklungsgeschichtlich bedeutend | 09200913 |
|                                         | Mietvilla | Dr.-Külz-Straße 5 (Karte)              | Um 1905                                           | Im Zusammenhang mit benachbarten Solitärbauten von Bedeutung für das Ortsbild, zudem als Zeugnis der Architektur kurz nach 1900 von baugeschichtlichem Wert | 09200914 |
|                                         | Mietvilla und rückwärtiger Pavillon | Dr.-Külz-Straße 6 (Karte)              | Bezeichnet mit 1896                               | Repräsentatives Wohngebäude der Gründerzeit mit reicher Klinkerfassade, baugeschichtlich, künstlerisch und stadtentwicklungsgeschichtlich bedeutend | 09200915 |
| Direkt Bild zu diesem Denkmal hochladen | Mietvilla und Einfriedung | Dr.-Külz-Straße 7 (Karte)              | Um 1905                                           | Malerischer Solitärbau mit Jugendstilfassade, besonders aufwändig erscheint das straßenseitige Treppenhaus, baugeschichtlich, künstlerisch und stadtentwicklungsgeschichtlich bedeutend | 09200916 |
|                                         | Wohnhaus | Dr.-Külz-Straße 8 (Karte)              | Um 1880                                           | Gestalterisch qualitätvolles Wohngebäude des Historismus mit markanter Fassadengestaltung im Stil der Dresdner bzw. Semper-Nicolai-Schule, hervorgehoben der Mittelteil mit Rundbogenfenstern im Obergeschoss und reichem spätklassizistischen Fassadenschmuck, eines der architektonisch interessantesten Wohnhäuser Freibergs, baugeschichtlich, künstlerisch und stadtentwicklungsgeschichtlich bedeutend | 09200917 |
| Direkt Bild zu diesem Denkmal hochladen | Mietvilla mit Einfriedung | Dr.-Külz-Straße 9 (Karte)              | Um 1905                                           | Malerischer Solitärbau der Architektur nach 1900, bau- und stadtentwicklungsgeschichtlich bedeutend | 09200918 |
|                                         | Institutsgebäude (Bergakademie, Institut für Tagebaukunde) | Gustav-Zeuner-Straße 1 (Karte)         | 1957                                              | Bau der späten fünfziger Jahre mit traditionalistischer Fassadengestaltung, bemerkenswert die Front zur Gustav-Zeuner-Straße, bau-, orts- und wissenschaftsgeschichtlich von Wert | 09201066 |
|                                         | Standbild | Gustav-Zeuner-Straße 1 (vor) (Karte)   | Um 1955                                           | Gusseiserne Figur eines Bergmanns, als typisches Beispiel der DDR-Kunst der fünfziger Jahre kunsthistorisch bedeutsam | 09201099 |
|                                         | Wohnhaus in offener Bebauung, mit Stützmauer | Hainichener Straße 4 (Karte)           | Um 1880                                           | Nobler Historismusbau mit ausgewogener Fassadengestaltung (insbesondere spätklassizistischen Elementen), markante Stützmauer aus Bruchstein, bau- und stadtentwicklungsgeschichtlich bedeutend, zudem mit Hainichener Straße 6 wichtig für Ortsbild | 09200887 |
|                                         | Wohnhaus in offener Bebauung, mit Stützmauer | Hainichener Straße 6 (Karte)           | Um 1880                                           | Nobler Historismusbau mit ausgewogener Fassadengestaltung, markante Stützmauer aus Bruchstein, bau- und stadtentwicklungsgeschichtlich bedeutend, zudem mit Hainicher Straße 4 wichtig für Ortsbild | 09200888 |
|                                         | Wohnhaus | Hainichener Straße 58 (Karte)          | Bezeichnet mit 1920                               | Aufwändige Fassadendekoration historisierenden Charakters, bau- und stadtentwicklungsgeschichtlich bedeutend | 09200889 |
|                                         | Institutskomplex (Deutsches Brennstoffinstitut) | Halsbrücker Straße 34 (Karte)          | 1961–1968                                         | Anlage mit pavillonartig angeordneten Technikumsgebäuden, verbunden durch einen langen Gang, besondere Akzente setzen dessen futuristisch anmutenden Kopfbauten, des Weiteren blockhaftes, mehrgeschossiges Zentrallabor sowie Eingangsgebäude unmittelbar an der Straße, weitere rückwärtige Zweckbauten und Wohnhaus, eines der modernsten und innovativsten Beispiele der DDR-Architektur um 1960, baugeschichtlich bedeutend und mit Seltenheitswert | 09200891 |
|                                         | Wohnhaus in offener Bebauung (ehemalige Hornmühle) | Hornmühlenweg 7 (Karte)                | 1563                                              | Ehemaliges Gasthaus, repräsentatives Renaissancegebäude mit Krüppelwalmdach und von Sitznischenportal sowie reich verzierten Fenstergewänden belebter Schaufassade, baugeschichtlich, künstlerisch und ortsgeschichtlich bedeutend | 09200900 |
|                                         | Zwei Bergbaugebäude (ehemalige Priesterliche Glückwunschwäsche) | Hornmühlenweg 9 (Karte)                | Bezeichnet mit 1645 und bezeichnet mit 1842       | Charakteristische Bauten mit Steildächern und Bruchsteinmauerwerk, hinteres Gebäude einseitig abgewalmt und teilweise im Obergeschoss mit Fachwerk, kleines Rundfenster als markantes Detail, bau-, bergbau- und ortsgeschichtlich bedeutend | 09200903 |
|                                         | Institutsgebäude mit rückwärtigem Anbau über L-förmigem Grundriss sowie Denkmal für Julius Weißbach | Lampadiusstraße 2, 4 (Karte)           | 1951 (Institut); 1950er Jahre (Denkmal)           | Traditionalistisch gestaltetes Bauwerk der fünfziger Jahre, vor dem eckförmig herausgearbeiteten Mitteltrakt Denkmal für Julius Weißbach (bildet Einheit mit Gebäude), baugeschichtlich, ortsgeschichtlich und wissenschaftsgeschichtlich bedeutend | 09201022 |
|                                         | Doppelwohnhaus in offener Bebauung | Ledeburstraße 6, 8 (Karte)             | Um 1910                                           | Repräsentatives Beispiel der Wohnhausarchitektur nach 1900 mit Jugendstilelementen und neobarockem Formengut, bau- und stadtentwicklungsgeschichtlich von Wert, zudem mit gestalterischen Qualitäten | 09200959 |
|                                         | Mietvilla mit Garten und Pavillon, Halde des Tagschachtes Priesterlicher Glückwunsch bzw. des Müller-Schachtes in die Gartengestaltung einbezogen | Leipziger Straße 18 (Karte)            | Um 1900                                           | Die historisierende Villa mit Klinkerfassade baugeschichtlich, der Garten künstlerisch (gartenkünstlerisch), die Halde bergbaugeschichtlich sowie das gesamte Anwesen stadtentwicklungsgeschichtlich bedeutend | 09201024 |
|                                         | Villa mit Freitreppe, Einfriedung und Garten | Leipziger Straße 21 (Karte)            | Nach 1900                                         | Repräsentatives Beispiel der Villenarchitektur nach 1900 in neoklassizistischer Gestalt, Rechteckbau mit Walmdach und zwei vorgezogenen Risaliten im Hochparterre, über Freitreppe zugängliche Haustür von Säulen und Balkon gerahmt, des Weiteren zum Teil recht aufwändiger Fassadenschmuck, baugeschichtlich, künstlerisch und stadtentwicklungsgeschichtlich bedeutend | 09200923 |
| Weitere Bilder                          | Institutsgebäude mit rückwärtigem Flügel und östlichem Nebengebäude (Bergakademie, Gellert-Bau) | Leipziger Straße 23 (Karte)            | Um 1957                                           | Charakteristischer Bau der 1950er Jahre in traditionalistischer Gestalt, der Eingangsbereich besonders repräsentativ ausgeführt einschließlich Bebilderung aus der Entstehungszeit, bauliches Zeugnis der sogenannten Nationalen Bautradition in DDR und der Wiederaufbauphase nach 1945, bau-, orts- und wissenschaftsgeschichtlich bedeutend | 09201025 |
|                                         | Südwestlicher Gebäudeflügel des Instituts- bzw. Akademiegebäudes (ehemaliges Staatliches Braunkohlen-Forschungsinstitut Trinks und Co., Bergakademie, Erich-Rammler-Bau) | Leipziger Straße 28 (Karte)            | 1921–1924                                         | Gemeinsam mit Gebäudeflügel Agricolastraße 1/3 (Karl-Kegel-Bau, siehe auch dort) über annähernd U-förmigem Grundriss, repräsentative Anlage mit traditioneller Fassadengestaltung und dominierendem Rundbau, baugeschichtlich, ortsgeschichtlich, städtebaulich und wissenschaftsgeschichtlich bedeutend, erbaut 1924 als Braunkohlenforschungsinstitut | 09200926 |
|                                         | Institutsgebäude über T-förmigem Grundriss (Bergakademie, Chemisches Institut) | Leipziger Straße 29, 29a (Karte)       | 1954                                              | Architektonisch bemerkenswerter Bau der fünfziger Jahre mit klar gegliederten Fassaden, flachem Satteldach und vorgelagertem repräsentativem Eingangstrakt, hier aufwändig gestaltetes Treppenhaus, wohl eines der modernsten um 1955, bau- und ortsgeschichtlich bedeutend | 09201027 |
|                                         | Doppelwohnhaus mit rückwärtigem Schuppen | Leipziger Straße 30, 32 (Karte)        | 1923                                              | Erbaut als Professorenwohnhaus des Braunkohlenforschungsinstituts, später mglw. eines der ersten Studentenwohnheime in Freiberg, traditionalistisch gestaltete Fassade, bau- und ortsgeschichtlich bedeutend | 09201026 |
| Weitere Bilder                          | Standbild | Leipziger Straße 34 (Karte)            | Um 1955                                           | Gusseiserne Figur eines Hüttenarbeiters, als typisches Beispiel der DDR-Kunst der fünfziger Jahre kunsthistorisch bedeutsam | 09304398 |
| Weitere Bilder                          | Institutsgebäude über L-förmigem Grundriss mit rückwärtigem, parallel dazu verlaufendem Flügel (Bergakademie, Ledebur-Bau), Verbindungsgang und freistehendem Hallenbau (Lauchhammerhalle)                                                                                                | Leipziger Straße 34 (Karte)            | 1929                                              | Der straßenseitige markante Haupttrakt mit hohem Walmdach, charakteristischen Dachhechten und Lochfassade traditionell ausgeführt, die Lauchhammerhalle funktionalistisch gestaltet, Komplex bau-, orts- und wissenschaftsgeschichtlich bedeutend | 09200925 |
| Weitere Bilder                          | Stadtbegrenzungssäule | Leipziger Straße 34 (bei) (Karte)      | Bezeichnet mit 1791                               | Sandsteinstele mit Inschrift, ortsgeschichtlich und verkehrsgeschichtlich bedeutend | 09306762 |
| Weitere Bilder                          | Meilenstein | Leipziger Straße 34 (bei) (Karte)      | 1859–1866                                         | Königlich-Sächsischer Meilenstein, Halbmeilenstein, ortsgeschichtlich und verkehrsgeschichtlich bedeutend | 09300800 |
| Weitere Bilder                          | Ernst-Thälmann-Denkmal mit umgebender Anlage (Einzeldenkmal der Sachgesamtheit 09200740) | Meißner Ring (Karte)                   | 1974                                              | Einzeldenkmal der Sachgesamtheit Promenadenring; Porträtkopf auf hochrechteckigem Stein aus Rochlitzer Porphyr und symmetrisch gestalteter, plattenbelegter Freifläche, als typisches DDR-Denkmal von geschichtlicher Bedeutung (Zeitzeugnis), zudem aufgrund der erheblichen Verluste an derartigen Denkmalen mittlerweile von Seltenheitswert, zur Erinnerung an Ernst Thälmann, Vorsitzender der Kommunistischen Partei Deutschlands und Opfer des Faschismus, seit 2019 zugehörig zur Pufferzone des UNESCO-Welterbes Montanregion Erzgebirge/Krušnohoří | 09201000 |
|                                         | Abschnitt der Stadtmauer (Ringmauer, innere Mauer) mit drei Mauertürmen (Turm des Pestpfarrers, Oberer Roßmühlenturm, Unterer Roßmühlenturm) am Meißner Ring (Einzeldenkmal der Sachgesamtheit 09200740)                                                                                  | Meißner Ring (Karte)                   | ab 1397                                           | Einzeldenkmal der Sachgesamtheit Promenadenring und Stadtmauer; davor Zwinger und Wallgraben, zwischen Mönchstraße und Schloss Freudenstein gelegen, historische Stadtbefestigung, eine der wenigen in dieser Form noch erhaltenen spätmittelalterlichen Anlagen in Sachsen, baugeschichtlich, ortsgeschichtlich, stadtentwicklungsgeschichtlich und städtebaulich bedeutend sowie mit Seltenheitswert, seit 2019 zugehörig zur Kernzone des UNESCO-Welterbes Montanregion Erzgebirge/Krušnohoří                                                             | 09200731 |
|                                         | Zwei Institutsgebäude (Deutsche Gerberschule, Forschungsinstitut für Leder- und Kunstledertechnologie) | Meißner Ring 1, 3 (Karte)              | ab 1889                                           | Ein Gebäude zur Terrassengasse und etwa gleichzeitig entstandener, parallel dazu verlaufender Komplex, Institutsgebäude historisierend, dominierend die beiden Kopfbauten zum Meißner Ring mit Klinker- sowie Putzfassade, gestalterische Akzente durch Rundbogenfenster, dreieckige Fensterbedachungen, Giebel usw., bau-, orts-, industrie- und wirtschaftsgeschichtlich von Wert, seit 2019 zugehörig zur Kernzone des UNESCO-Welterbes Montanregion Erzgebirge/Krušnohoří                                                                                | 09200958 |
|                                         | Doppelmietshaus in offener Bebauung | Meißner Ring 8a, 8b (Karte)            | Vor 1900                                          | Ursprünglich Kasernengebäude bzw. Mannschaftshaus, bau-, militär- und stadtentwicklungsgeschichtlich bedeutend | 09200024 |
|                                         | Mietshaus in offener Bebauung | Meißner Ring 16 (Karte)                | Um 1895                                           | Aufwändig gestaltetes Gründerzeitwohnhaus mit aufwändiger historisierender Klinker-Sandstein-Fassade, Akzente setzen der straßenseitige Risalit, der seitliche Windfang und die mehrgeschossige Veranda an der Hofseite, bau- und stadtentwicklungsgeschichtlich bedeutend | 09201030 |
|                                         | Mietshaus in offener Bebauung | Meißner Ring 18 (Karte)                | Vor 1900                                          | Aufwändig gestalteter Historismusbau mit aufwändiger Klinker-Putz-Werkstein-Fassade, Akzente setzen ein straßenseitiger Anbau, die Fenstereinfassungen und ein teilweise erhaltener Schmuckfries, bau- und stadtentwicklungsgeschichtlich bedeutend | 09200025 |
|                                         | Wohnhaus in offener Bebauung (Kreuzmühle) | Meißner Ring 22 (Karte)                | 1915                                              | Im Heimatschutzstil errichtetes repräsentatives Gebäude mit kleinem Anbau, weithin sichtbar durch die hohen ausgebauten Mansarddächer und das verbretterte Obergeschoss, besondere Akzente bewirken die verzierten und verglasten Loggien, die bemalten Brüstungsfelder und die Eingangstür, baugeschichtlich und künstlerisch bedeutsam, in dieser Form in Freiberg und darüber hinaus selten (Singularität) | 09200929 |
|                                         | Mietshaus mit Einfriedung in offener Bebauung | Merbachstraße 7 (Karte)                | Um 1910                                           | Charakteristisches Beispiel der Wohnhausarchitektur nach 1900, bemerkenswert die Loggien in den Obergeschossen und verschiedene Ausstattungsdetails, bau- und stadtentwicklungsgeschichtlich von Wert | 09201031 |
|                                         | Halde (Wiesenschacht, zu Priesterlicher Glückwunsch) | Münzbachtal (Karte)                    | 16. bis 17. Jahrhundert                           | Von bergbaugeschichtlicher Bedeutung | 08992442 |
| Direkt Bild zu diesem Denkmal hochladen | Haldenzug mit fünf Halden (Fortuna Stolln, Anna Fortuna Stolln) | Münzbachtal (Karte)                    | 16. bis 17. Jahrhundert                           | Von bergbaugeschichtlicher und landschaftsgestaltender Bedeutung | 08992441 |
|                                         | Mietshaus mit Einfriedung | Münzbachtal 12, 12a (Karte)            | Um 1890                                           | Gründerzeitlicher Bau, historisierende Fassadengestaltung, stadtentwicklungsgeschichtlich bedeutend | 08992509 |
|                                         | Reihenhäuser | Münzbachtal 19, 21, 23 (Karte)         | 1921                                              | Im Heimatstil errichtete, malerisch wirkende Gebäude mit Fachwerkobergeschoss, erhöhtem Mittelteil, Dreiecksgiebeln und barockisierenden Zierelementen, bildet mit zwei weiteren Baugruppen Ensemble, charakteristisches Beispiel der Siedlungsarchitektur nach 1900, vor allem von baugeschichtlicher, aber auch stadtentwicklungsgeschichtlicher Bedeutung (siehe auch Münzbachtal 25-31 und 33-37) | 09200932 |
|                                         | Reihenhäuser | Münzbachtal 25, 27, 29, 31 (Karte)     | 1921                                              | Im Heimatstil errichtete, malerisch wirkende Gebäude mit Fachwerkobergeschoss, zwei erhöhten Risaliten, Fledermausgiebeln und barockisierenden Schmuckelementen, bildet mit zwei weiteren Baugruppen Ensemble, charakteristisches Beispiel der Siedlungsarchitektur nach 1900, vor allem von baugeschichtlichem, aber auch stadtentwicklungsgeschichtlichem Wert (siehe auch Münzbachtal 19–23 und 33–37) | 09200933 |
|                                         | Reihenhäuser | Münzbachtal 33, 35, 37 (Karte)         | 1921                                              | Im Heimatstil errichtete, malerisch wirkende Gebäude mit Fachwerkobergeschoss, erhöhtem Mittelteil, Dreiecksgiebeln und barockisierenden Schmuckelementen, bildet mit zwei weiteren Baugruppen Ensemble, charakteristisches Beispiel der Siedlungsarchitektur nach 1900, vor allem von baugeschichtlicher Bedeutung, aber auch von stadtentwicklungsgeschichtlichem Wert (siehe auch Münzbachtal 19–23 und 25–31) | 09200934 |
|                                         | Wohnhaus | Münzbachtal 55 (Karte)                 | Um 1800                                           | Charakteristisches ländliches Gebäude (Häuslerei) mit verputztem bzw. verbrettertem Fachwerkobergeschoss und Satteldach, typische Maßstäblichkeit der Fensteröffnungen gewahrt, als Zeugnis ländlicher Architektur bzw. der Volksbauweise von baugeschichtlichem Wert, innerhalb des weitgehend ursprünglich erhaltenen Dorfkerns von Loßnitz siedlungsgeschichtlich und landschaftsgestalterisch von Belang | 09200935 |
| Direkt Bild zu diesem Denkmal hochladen | Wohnhaus | Münzbachtal 63 (Karte)                 | 18. Jahrhundert                                   | Charakteristisches ländliches Gebäude (Häuslerei) mit verputztem Fachwerkobergeschoss und Satteldach, typische kleinteilige Maßstäblichkeit insbesondere der Fassade gewahrt, bemerkenswert zwei Rundbogenfenster und Klappläden im Erdgeschoss, als Zeugnis ländlicher Architektur bzw. der Volksbauweise von baugeschichtlichem Wert, innerhalb des weitgehend ursprünglich erhaltenen Dorfkerns von Loßnitz siedlungsgeschichtlich und landschaftsgestalterisch von Belang                                                                                | 09200936 |
| Direkt Bild zu diesem Denkmal hochladen | Nordwestliches Wohnstallhaus, westliches Seitengebäude (etwa ab 1850 hinzugekommenes straßenseitiges Wohngebäude mit rückwärtiger Remise) und südöstliche Scheune eines Vierseithofes, dazu Hofpflasterung und Toreinfahrt, sowie die zum Grundstück gehörende Einfriedung und Stützmauer | Münzbachtal 67 (Karte)                 | Bezeichnet mit 1776 und 2. Hälfte 19. Jahrhundert | Als anschauliches Zeugnis ländlicher Architektur bzw. der Volksbauweise von besonderem baugeschichtlichem Wert, innerhalb des weitgehend ursprünglich erhaltenen Dorfkerns von Loßnitz siedlungsgeschichtlich und landschaftsgestalterisch von Belang, auf Grund der erhaltenen Hof- und Gebäudestrukturen sowie der erhaltenen bemerkenswerten Inschrifttafel auch von sozial- und ortsgeschichtlichem Wert | 09200937 |
|                                         | Wohnhaus | Münzbachtal 72 (Karte)                 | 1. Hälfte 19. Jahrhundert                         | Charakteristisches ländliches Gebäude (Häuslerei) mit verbrettertem Fachwerkobergeschoss und Krüppelwalmdach, typische kleinteilige Maßstäblichkeit der Fassade gewahrt, als Zeugnis ländlicher Architektur bzw. der Volksbauweise von baugeschichtlichem Wert, innerhalb des weitgehend ursprünglich erhaltenen Dorfkerns von Loßnitz siedlungsgeschichtlich und landschaftsgestalterisch von Belang | 09200938 |
|                                         | Wohnhaus | Münzbachtal 75 (Karte)                 | 2. Hälfte 19. Jahrhundert                         | Charakteristisches ländliches Gebäude mit verbrettertem Fachwerkobergeschoss und Satteldach (Häuslerei), nimmt formal Bezug an den ähnlich gestalteten Häusern Münzbachtal 72 und Münzbachtal 77, baugeschichtlich, landschaftsgestalterisch und siedlungsgeschichtlich bedeutend | 09201033 |
|                                         | Wohnhaus eines Bauerngehöftes | Münzbachtal 79 (Karte)                 | Bezeichnet mit 1826                               | Ursprünglich wohl als Wohnstallhaus erbaut, mit verputztem Fachwerkobergeschoss, Satteldach und Segmentbogenportal, baugeschichtlich, siedlungsgeschichtlich und landschaftsgestalterisch bedeutend. Ehemals denkmalgeschützte, völlig verbretterte Scheune (wohl später errichtet) zwischen 2018 und 2020 abgerissen. | 09200942 |
|                                         | Wohnhaus | Münzbachtal 81 (Karte)                 | Um 1830                                           | Charakteristisches ländliches Gebäude (Häuslerei) mit verbrettertem Fachwerkobergeschoss und Satteldach, baugeschichtlich, siedlungsgeschichtlich und landschaftsgestalterisch bedeutend | 09200939 |
| Direkt Bild zu diesem Denkmal hochladen | Wohnhaus, daran angebautes Seitengebäude und Scheune eines Bauernhofes | Münzbachtal 83 (Karte)                 | Um 1885                                           | Repräsentative Anlage der zweiten Hälfte des 19. Jahrhunderts, baugeschichtlich, siedlungsgeschichtlich und landschaftsgestalterisch bedeutend | 09200943 |
| Direkt Bild zu diesem Denkmal hochladen | Wohnstallhaus | Münzbachtal 89 (Karte)                 | 1. Hälfte 19. Jahrhundert                         | Kleines Häusleranwesen mit verputztem Fachwerkobergeschoss und Satteldach, typische kleinformatige Fensteröffnungen, charakteristisches Zeugnis ländlicher Architektur bzw. der Volksbauweise 1800-1850, baugeschichtlich bedeutend, zudem im Zusammenhang mit Loßnitz landschaftsgestalterisch und siedlungsgeschichtlich von Wert | 09201034 |
|                                         | Wohnhaus | Münzbachtal 93 (Karte)                 | 1. Hälfte 19. Jahrhundert                         | Charakteristisches ländliches Gebäude mit verputztem Fachwerkobergeschoss, zumindest teilweise und Satteldach (Häuslerei), baugeschichtlich, landschaftsgestalterisch und siedlungsgeschichtlich bedeutend | 09201035 |
|                                         | Scheune eines kleinen Bauerngehöftes | Münzbachtal 97 (Karte)                 | 1. Hälfte 19. Jahrhundert                         | Mit ortsbildprägendem Fachwerkgiebel, charakteristischer ländlicher Bau, baugeschichtlich, siedlungsgeschichtlich und landschaftsgestalterisch bedeutend. Ehemals denkmalgeschütztes Wohnhaus mit Krüppelwalmdach und Segmentbogenportal zwischen 2009 und 2014 abgerissen. | 09200944 |
| Direkt Bild zu diesem Denkmal hochladen | Wohnstallhaus und Scheune | Münzbachtal 99 (Karte)                 | Um 1800                                           | Ersteres mit maßstäblicher Fassade, charakteristischem Steildach und gedrücktem Segmentbogenportal, Scheune mit verbretterter Holzkonstruktion später erbaut, bau- und ortsgeschichtlich bedeutend | 09200758 |
|                                         | Remise und Scheune eines Dreiseithofes sowie Hofpflasterung | Münzbachtal 101 (Karte)                | Bezeichnet mit 1838                               | Charakteristisches ländliche Bauten, baugeschichtlich, siedlungsgeschichtlich und landschaftsgestalterisch bedeutend. Bis zum zwischen 2014 und 2016 vorgenommenen Abriss des ehemals denkmalgeschützten Wohnstallhauses als Gehöft mit dem markantesten Fachwerkgebäude von Loßnitz singulär. | 09200946 |
|                                         | Wohnhaus eines Gehöfts | Münzbachtal 103 (Karte)                | 1. Hälfte 19. Jahrhundert                         | Obergeschoss Fachwerk, Krüppelwalmdach, charakteristisches ländliches Gebäude, baugeschichtlich, siedlungsgeschichtlich und landschaftsgestalterisch bedeutend | 09200947 |
| Direkt Bild zu diesem Denkmal hochladen | Wohnhaus mit integriertem Scheunenteil | Münzbachtal 112 (Karte)                | 1. Hälfte 19. Jahrhundert                         | Charakteristisches ländliches Gebäude mit verbrettertem Fachwerkobergeschoss und Satteldach, baugeschichtlich, landschaftsgestalterisch und siedlungsgeschichtlich bedeutend | 09201036 |
| Direkt Bild zu diesem Denkmal hochladen | Eisenhammergebäude (Loßnitzer Eisenhammer, Hadernstampfe) | Münzbachtal 120 (Karte)                | Um 1800                                           | Markantes Gebäude mit hohem, weithin sichtbarem Krüppelwalmdach, darin zwei Reihen Fledermausgaupen, baugeschichtlich, bergbaugeschichtlich, ortsgeschichtlich und landschaftsgestalterisch bedeutend | 09200948 |
|                                         | Mietshaus mit Einfriedung in offener Bebauung | Parkstraße 1 (Karte)                   | 1908                                              | Repräsentativer Jugendstilbau mit Eckturm, Erkern, Loggien, Giebeln und reichem, ornamentalem Schmuck, baugeschichtlich, künstlerisch und stadtentwicklungsgeschichtlich bedeutend | 09200965 |
| Direkt Bild zu diesem Denkmal hochladen | Bruchsteinmauer als Grundstücksbegrenzung zur Straße | Schulweg 1 (Karte)                     | Um 1905                                           | Landschaftsgestaltend von Belang | 09200971 |
| Direkt Bild zu diesem Denkmal hochladen | Wohnstallhaus eines Gehöftes | Schulweg 19 (Karte)                    | Bezeichnet mit 1839                               | Charakteristisches ländliches Gebäude mit Fachwerkobergeschoss, Segmentbogenportal und Krüppelwalmdach, bildet markante Gebäudegruppe mit fast gleichgestaltetem Schulweg 21, als Zeugnis ländlicher Architektur bzw. Volksbauweise baugeschichtlich bedeutend | 09200972 |
| Direkt Bild zu diesem Denkmal hochladen | Wohnstallhaus eines Bauernhofes | Schulweg 21 (Karte)                    | Um 1840                                           | Charakteristisches ländliches Gebäude mit Fachwerkobergeschoss und Krüppelwalmdach, bildet markantes Ensemble mit fast gleichgestaltetem Schulweg 19, als Zeugnis ländlicher Architektur bzw. Volksbauweise baugeschichtlich bedeutend | 09201045 |
|                                         | Wohnhaus und Seitengebäude eines Bauernhofes | Schulweg 47 (Karte)                    | Um 1900                                           | Wohnhaus und Seitengebäude eines repräsentativ gestalteten Bauernhofes aus dem Ende des 19. Jahrhunderts, die Fassaden werden durch rote Klinkerelemente belebt, bau- und siedlungsgeschichtlich bedeutend | 09201047 |
|                                         | Transformatorenhäuschen | Schulweg 68 (bei) (Karte)              | Um 1930                                           | Traditionell gestalteter Bau mit Bruchsteinsockel, Verbretterung und Satteldach, Beispiel für die Ausführung dieser Bauaufgabe im Sinne der Heimatschutzbewegung, zudem Zeugnis für die Entwicklung der Energiewirtschaft, bau- und industriegeschichtlich bedeutend | 09200970 |
|                                         | Halde (Juliusschacht) | Weisbachstraße (Karte)                 | Um 1870                                           | Große und markante Halde mit charakteristischem Bewuchs, Resten der dazugehörigen Schachtanlage und Aufmauerung, bergbaugeschichtlich bedeutend | 09302630 |
|                                         | Wohnhausgruppe (mit drei Hausnummern) in offener Bebauung, mit Einfriedung | Weisbachstraße 6, 8, 8a (Karte)        | Um 1910                                           | Gestalterisch hervorgehobenes und charakteristisches Beispiel der gehobenen Wohnhausarchitektur nach 1900 (frühe Sachlichkeit bzw. Moderne mit vereinfachten, historisierenden Elementen), baugeschichtlich bedeutend, zudem stadtentwicklungsgeschichtlich von Wert | 09200996 |
| Direkt Bild zu diesem Denkmal hochladen | Fabrikantenvilla | Weisbachstraße 9 (Karte)               | 1898 und 1911                                     | Repräsentatives Gebäude mit älterem Teil aus dem 19. Jahrhundert und aufwändigerem Anbau von 1911, äußerliche Akzentuierung durch Giebel und seitlichen Turmanbau, innen aufwändige Ausstattung, baugeschichtlich, künstlerisch und ortsgeschichtlich bedeutend | 09201089 |
|                                         | Wohnhaus in geschlossener Bebauung | Weisbachstraße 11 (Karte)              | Um 1875                                           | Gebäude mit ausgewogener historisierender (spätklassizistischer) Fassadengestaltung, bau- und stadtentwicklungsgeschichtlich bedeutend | 09201057 |
| Direkt Bild zu diesem Denkmal hochladen | Villa | Weisbachstraße 14a (Karte)             | Um 1885                                           | Repräsentativer Bau mit historisierender Fassade, besondere Akzente setzen der Mittelrisalit und der straßenseitig übergiebelte Dachaufbau, baugeschichtlich, künstlerisch und stadtentwicklungsgeschichtlich bedeutend | 09200997 |
|                                         | Villa mit rückwärtigem Anbau | Weisbachstraße 18 (Karte)              | Um 1900                                           | Repräsentativer Historismusbau mit unterschiedlichen Steinmaterialien errichtet (Bruchstein, Klinker und Sandstein) aus rechteckigen Vordergebäude mit Walmdach, Verbindungsbau mit kapellenartig erscheinenden rückwärtigem Trakt, bau- und stadtentwicklungsgeschichtlich bedeutend | 09200998 |
| Direkt Bild zu diesem Denkmal hochladen | Korporationsbau (Corpshaus Saxo-Borussia, Weisbach-Haus) | Weisbachstraße 20 (Karte)              | 1911–1912                                         | Markantes Beispiel der Architektur nach 1900 (Frühe Sachlichkeit bzw. Moderne), belebt durch historisierende Elemente, reich gestaltetes Eingangsportal mit Einfassung und Wappenstück, baugeschichtlich, künstlerisch und stadtentwicklungsgeschichtlich bedeutend | 09200919 |
|                                         | Villa | Weisbachstraße 25 (Karte)              | Um 1880                                           | Gestalterisch qualitätvolles Gebäude mit spätklassizistischer Fassade (insbesondere zur Weisbachstraße), ursprünglich wohl Fabrikantenvilla, bau-, orts- und stadtentwicklungsgeschichtlich bedeutend | 09201023 |
|                                         | Studentenwohnheim | Winklerstraße 12 (Karte)               | 1957                                              | Teil eines architektonisch und städtebaulich einheitlichen Wohnheimkomplexes aus den späten fünfziger Jahren von insgesamt sechs längsrechteckigen Unterkunftsgebäuden mit Walmdächern und gleichartigen Gestaltungselementen, baugeschichtlich, ortsgeschichtlich, städtebaulich und stadtentwicklungsgeschichtlich bedeutend (siehe auch Winklerstraße 14, 16, 18, 20 und 22) | 09200846 |
|                                         | Studentenwohnheim | Winklerstraße 14 (Karte)               | 1957                                              | Teil eines architektonisch und städtebaulich einheitlichen Wohnheimkomplexes aus den späten fünfziger Jahren von insgesamt sechs längsrechteckigen Unterkunftsgebäuden mit Walmdächern und gleichartigen Gestaltungselementen, baugeschichtlich, ortsgeschichtlich, städtebaulich und stadtentwicklungsgeschichtlich bedeutend (siehe auch Winklerstraße 12, 16, 18, 20 und 22) | 09200847 |
|                                         | Studentenwohnheim | Winklerstraße 16 (Karte)               | 1957                                              | Teil eines architektonisch und städtebaulich einheitlichen Wohnheimkomplexes aus den späten fünfziger Jahren von insgesamt sechs längsrechteckigen Unterkunftsgebäuden mit Walmdächern und gleichartigen Gestaltungselementen, baugeschichtlich, ortsgeschichtlich, städtebaulich und stadtentwicklungsgeschichtlich bedeutend (siehe auch Winklerstraße 12, 14, 18, 20 und 22) | 09200848 |
|                                         | Studentenwohnheim | Winklerstraße 18 (Karte)               | 1959                                              | Teil eines architektonisch und städtebaulich einheitlichen Wohnheimkomplexes aus den späten fünfziger Jahren von insgesamt sechs längsrechteckigen Unterkunftsgebäuden mit Walmdächern und gleichartigen Gestaltungselementen, baugeschichtlich, ortsgeschichtlich, städtebaulich und stadtentwicklungsgeschichtlich bedeutend (siehe auch Winklerstraße 12, 14, 16, 20 und 22) | 09200850 |
|                                         | Studentenwohnheim | Winklerstraße 20 (Karte)               | 1959                                              | Teil eines architektonisch und städtebaulich einheitlichen Wohnheimkomplexes aus den späten fünfziger Jahren von insgesamt sechs längsrechteckigen Unterkunftsgebäuden mit Walmdächern und gleichartigen Gestaltungselementen, baugeschichtlich, ortsgeschichtlich, städtebaulich und stadtentwicklungsgeschichtlich bedeutend (siehe auch Winklerstraße 12, 14, 16, 18 und 22) | 09200849 |
|                                         | Studentenwohnheim | Winklerstraße 22 (Karte)               | 1959                                              | Teil eines architektonisch und städtebaulich einheitlichen Wohnheimkomplexes aus den späten fünfziger Jahren von insgesamt sechs längsrechteckigen Unterkunftsgebäuden mit Walmdächern und gleichartigen Gestaltungselementen, baugeschichtlich, ortsgeschichtlich, städtebaulich und stadtentwicklungsgeschichtlich bedeutend (siehe auch Winklerstraße 12, 14, 16, 18 und 20) | 09200851 |
|                                         | Hörsaalgebäude | Winklerstraße 24 (Karte)               | Vor 1960                                          | Markanter Bau der Bergakademie über L-förmigem Grundriss, Ende der fünfziger Jahre entstanden, Rechteckbau mit Walmdach, besondere gestalterische Akzente durch Segmentbogenportal und Pfeilerhalle an der Westseite; von baugeschichtlichem, ortsgeschichtlichem und stadtentwicklungsgeschichtlichem Wert, im Zusammenwirken mit den ähnlich gestalteten Wohnheimen (Winklerstraße 12–22) auch städtebaulich bedeutsam | 09200852 |

## Ehemalige Denkmäler
| Bild                                    | Bezeichnung                                                                 | Lage                          | Datierung                  | Beschreibung | ID       |
| --------------------------------------- | --------------------------------------------------------------------------- | ----------------------------- | -------------------------- | --- | -------- |
| Weitere Bilder                          | Schulgebäude                                                                | Agricolastraße 35 (Karte)     | 1902                       | Repräsentativer Bau der Jahrhundertwende, baugeschichtlich und ortsgeschichtlich bedeutend. Das Gebäude wurde 2017 abgerissen und durch einen Neubau ersetzt. | 09200762 |
| Direkt Bild zu diesem Denkmal hochladen | Druckerei                                                                   | Hainichener Straße 42 (Karte) |                            | Markantes mehrgeschossiges Fabrikationsgebäude mit Sandstein- und Klinkerzierrat, hofseitigem Fachwerkerker und hohem Mansarddach, baugeschichtlich, ortsgeschichtlich und möglicherweise technikgeschichtlich bedeutend. Zwischen 2009 und 2014 abgerissen. | 09200890 |
| Direkt Bild zu diesem Denkmal hochladen | Ehemaliger Gasthof                                                          | Leipziger Straße 31 (Karte)   | 3. Viertel 19. Jahrhundert | Markanter zweieinhalbgeschossiger Bau mit Krüppelwalmdach und charakteristischen Rundbogenfenstern im Obergeschoss, baugeschichtlich bedeutsam (Zeugniswert) und als historischer Gasthof von ortsgeschichtlichem Wert. Zwischen 2009 und 2014 abgerissen. | 09200924 |
|                                         | Befestigung des Münzbaches einschließlich Gneisbogenbrücken und Wehranlagen | Münzbachtal (Karte)           | 18./19. Jahrhundert        | Baugeschichtlich und landschaftsgestalterisch bedeutend. Zwischen 2013 und 2022 von der Denkmalliste gestrichen. | 09200949 |
| Direkt Bild zu diesem Denkmal hochladen | Wohnhaus                                                                    | Münzbachtal 77 (Karte)        | 1. Hälfte 19. Jahrhundert  | Charakteristisches ländliches Gebäude (Häuslerei) mit verbrettertem Fachwerkobergeschoss und Krüppelwalmdach, typische kleinteilige Maßstäblichkeit der Fassade gewahrt, Fenster im Obergeschoss mit auffälliger Bedachung, als Zeugnis ländlicher Architektur bzw. der Volksbauweise von baugeschichtlichem Wert, innerhalb des weitgehend ursprünglich erhaltenen Dorfkerns von Loßnitz siedlungsgeschichtlich und landschaftsgestalterisch von Belang. Zwischen 2020 und 2021 abgerissen. | 09200941 |
| Direkt Bild zu diesem Denkmal hochladen | Wohnhaus eines Gehöftes                                                     | Schulweg 27 (Karte)           | 1. Hälfte 19. Jahrhundert  | Bau mit Fachwerkobergeschoss im vorderen Teil und Satteldach, charakteristisches ländliches Anwesen, baugeschichtlich und siedlungsgeschichtlich bedeutend. Zwischen 2009 und 2014 abgerissen. | 09201046 |

## Tabellenlegende
- Bild: Bild des Kulturdenkmals, ggf. zusätzlich mit einem Link zu weiteren Fotos des Kulturdenkmals im Medienarchiv Wikimedia Commons. Wenn man auf das Kamerasymbol klickt, können Fotos zu Kulturdenkmalen aus dieser Liste hochgeladen werden:
- Bezeichnung: Denkmalgeschützte Objekte und ggf. Bauwerksname des Kulturdenkmals
- Lage: Straßenname und Hausnummer oder Flurstücknummer des Kulturdenkmals. Die Grundsortierung der Liste erfolgt nach dieser Adresse. Der Link (Karte) führt zu verschiedenen Kartendiensten mit der Position des Kulturdenkmals. Fehlt dieser Link, wurden die Koordinaten noch nicht eingetragen. Sind diese bekannt, können sie über ein Tool mit einer Kartenansicht einfach nachgetragen werden. In dieser Kartenansicht sind Kulturdenkmale ohne Koordinaten mit einem roten bzw. orangen Marker dargestellt und können durch Verschieben auf die richtige Position in der Karte mit Koordinaten versehen werden. Kulturdenkmale ohne Bild sind an einem blauen bzw. roten Marker erkennbar.
- Datierung: Baubeginn, Fertigstellung, Datum der Erstnennung oder grobe zeitliche Einordnung entsprechend des Eintrags in der sächsischen Denkmaldatenbank
- Beschreibung: Kurzcharakteristik des Kulturdenkmals entsprechend des Eintrags in der sächsischen Denkmaldatenbank, ggf. ergänzt durch die dort nur selten veröffentlichten Erfassungstexte oder zusätzliche Informationen
- ID: Vom Landesamt für Denkmalpflege Sachsen vergebene, das Kulturdenkmal eindeutig identifizierende Objekt-Nummer. Der Link führt zum PDF-Denkmaldokument des Landesamtes für Denkmalpflege Sachsen. Bei ehemaligen Kulturdenkmalen können die Objektnummern unbekannt sein und deshalb fehlen bzw. die Links von aus der Datenbank entfernten Objektnummern ins Leere führen. Ein ggf. vorhandenes Icon  führt zu den Angaben des Kulturdenkmals bei Wikidata.